# United Nations Command
United Nations Command (UNC) er FN's enhedskommando for de multinationale militære styrker der støtter Sydkorea (Republikken Korea eller ROK) under og efter Koreakrigen. Efter tropper fra Nordkorea invaderede Sydkorea den 25. juni 1950, vedtog FN's sikkerhedsråd  resolution 82, som beordrede Nordkorea til at indstille fjendtlighederne, og trække sig tilbage til den 38. breddegrad.
Sammen med omkring 900.000 soldater fra mange lande, havde Danmark i 1950'erne hospitalsskibet Jutlandia under UNCs kommando.
UNC har ført militære forhandlinger med Nordkorea i Joint Security Area.